# Look Alive (BlocBoy JB)
Look Alive è un singolo del rapper statunitense BlocBoy JB, pubblicato il 9 febbraio 2018 come secondo estratto dall'ottavo mixtape Simi. Il brano vede la partecipazione del rapper canadese Drake.

## Video musicale
Il video musicale della canzone è stato rilasciato l'8 febbraio 2018. Nel video compaiono BlocBoy JB, Drake, Tay Keith, i rapper Moneybagg Yo e Quando Rondo, l'ex giocatore dei Memphis Grizzlies Zach Randolph e la loro troupe in varie località a Memphis . Il video ha ottenuto finora più di 315 milioni di visualizzazioni su YouTube.

## Tracce
Testi e musiche di James Baker, Aubrey Graham e Brytavious Chambers.
1. Look Alive (feat. Drake) – 3:01